# Calliostoma blacki
Calliostoma blacki is een slakkensoort uit de familie van de Calliostomatidae. De wetenschappelijke naam van de soort is voor het eerst geldig gepubliceerd in 1950 door Powell.